# 아사다 쇼고
아사다 쇼고(일본어: 麻田 将吾, 1998년 7월 6일~)는 일본의 축구 선수이다.

## 구단 경력
그는 2017년 J2리그의 교토 상가 FC에 입단했다. 2018년 가마타마레 사누키로 임대 이적했다. 2018년후 J3리그에 강등했다. 2020년 교토 상가 FC로 복귀했다. 2021년 J2리그 준우승으로 J1리그로 승격했다.